# گردشگری غذایی

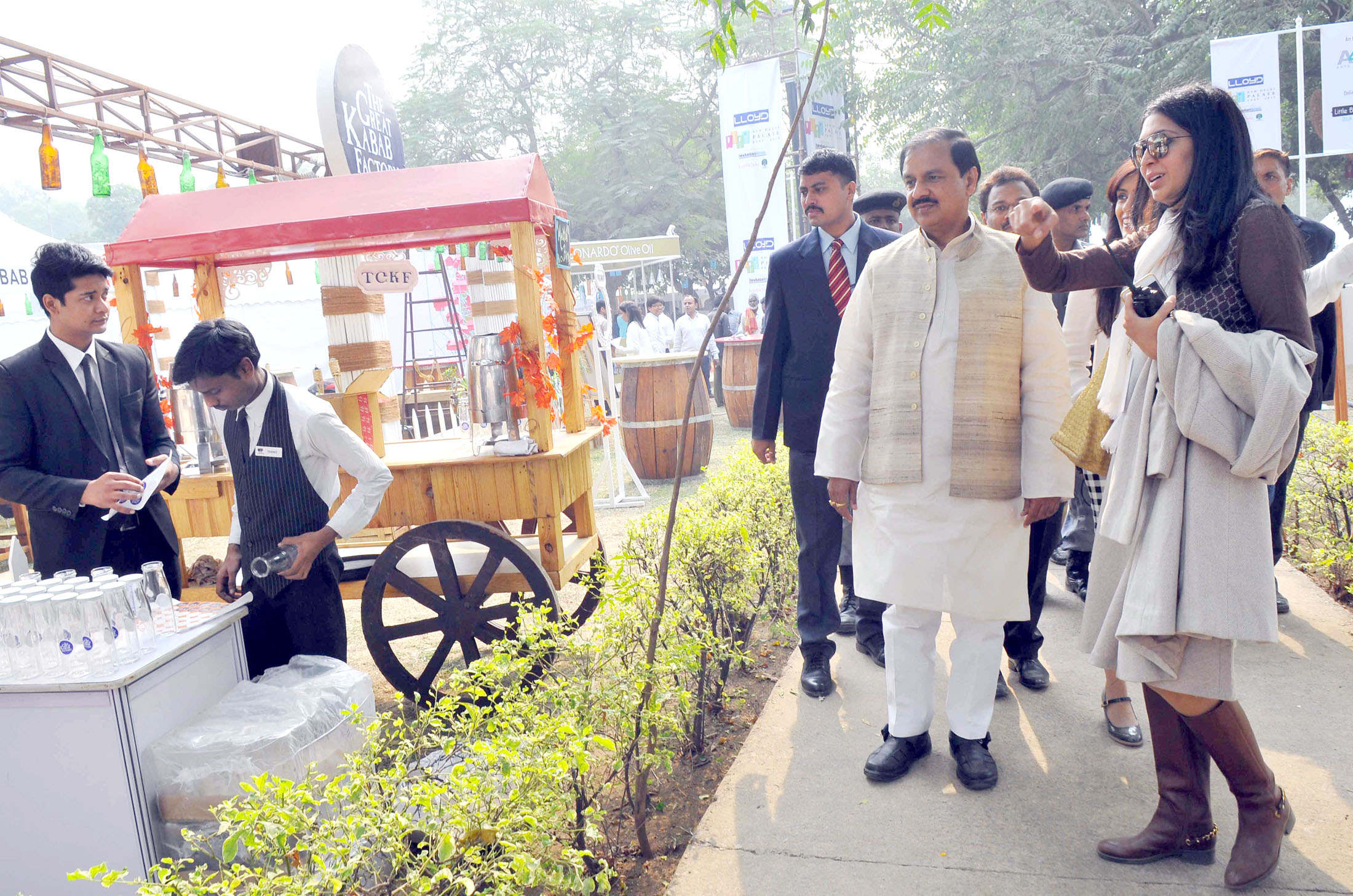

گردشگری غذایی یکی از انواع گردشگری است که می‌تواند نقش مهمی در جذب توریستها داشته باشد. این نوع گردشگری به آداب و رسوم و فرهنگ هر کشوری مرتبط است و برای بازدیدکنندگانی که از سایر کشورهای جهان با فرهنگی متفاوت به این کشورها قدم می‌گذارند و آماده تجربهٔ فرهنگ و رسوم و غذاهای آنان هستند، جذابیت دارد. هم‌اکنون گردشگری غذا در دنیا ۲۰۰ میلیارد دلار درآمد دارد.

## تاریخچه
گردشگری غذا صنعتی بسیار نوپاست که ادبیات آن به سال ۲۰۰۱ برمی‌گردد، زمانی که عبارت «گردشگری خوراک و پختنی‌ها» در مقاله‌ای توسط اریک ولف مدیر اتحادیه بین‌المللی توریسم غذا معرفی شد. این مقاله که بعدها تبدیل به نخستین کتاب جهان دربارهٔ صنعت گردشگری خوراک و پختنی‌ها شد، مهم‌ترین کتاب در محافل دانشگاهی و تخصصی دنیا بود که اطلاعات مفیدی دربارهٔ این نوع گردشگری را در اختیار دانشجویان و فعالان صنعت توریسم قرار می‌داد. امروزه سفر برای غذا به یکی از انگیزه‌های گردشگری در بسیاری از کشورهای جهان تبدیل شده‌است.

## اهمیت
گردشگری غذایی یک فعالیت عمومی و همه‌جانبه است و تمامی جنبه‌های غذا از دستگاه‌های فروش خودکار و فروشنده‌های دوره‌گرد گرفته تا رستوران‌های لوکس و درجه‌یک را پوشش می‌دهد و هرکسی که به هر شکلی با غذا سروکار دارد، قسمتی از این صنعت محسوب می‌شود. البته برخلاف تصور جمعی، تحقیق تخصصی در مورد غذاهای ممتاز مناطق مختلف توسط خبره‌های آشپزی، هدف اصلی گردشگری غذایی نیست و تنها شاخه کوچکی از آن به‌شمار می‌آید.
در حال حاضر ارتباط میان گردشگری ماجراجویانه و غذا روزبه‌روز بیشتر و بیشتر می‌شود، به‌طوری‌که نزدیک به یک‌سوم از اپراتورهای تورهای ماجراجویانه می‌گویند که مسافرانشان از آن خواسته‌اند که تجربه انواع مواد غذایی ناشناخته را به‌عنوان بخشی از تجربه سفر بگنجانند. انجمن بین‌المللی تجارت سفرهای ماجراجویانه اخیراً نتایج یک بررسی گسترده را بر اساس نظرسنجی از ۲۸۱ تورگردان داخلی و خارجی و آژانس مسافرتی از ۵۴ کشور که سالانه به بیش از ۳۳۰۰ مسافر خدمات سفر ماجراجویانه ارائه می‌کنند، منتشر کرد.
طبق این بررسی‌ها ۵۰ درصد از مسافران اعلام کرده‌اند که از ترکیب تجربه غذا در خارج از برنامه‌های مرسوم و عادی خود با یک فعالیت بدنی جدی لذت می‌برند. ۵۱ درصد نیز اعلام کرده‌اند که اجرای یک برنامه مسافرتی را که ترکیبی از یک ماجراجویی و فعالیت جسمی و لذت چشیدن غذایی متفاوت باشد، به یک برنامه سفر ماجراجویی بدون غذا ترجیح می‌دهند. اکنون دیگر برای تورگردان‌های فعال در حوزه گردشگری ماجراجویانه دشوار است که تأثیری را که غذا بر سفر و گردشگر و انتخاب مقصد رؤیایی‌اش دارد نادیده بگیرند. بسیاری از سفرهای ماجراجویانه ترسناک در بسیاری از بخش‌های جهان قابل تکرار است؛ یعنی موارد مشابهی دارد. اما غذای بومی و تجربه غذاهای مختص هر منطقه و اقلیم و قوم، یک مقصد را منحصربه‌فرد می‌کند و چیزی است که به‌هیچ‌وجه نمی‌توان آن را در دیگر قاره‌ها و سرزمین‌ها در سطح انبوه تولید کرد؛ یعنی تجربه آن غذا و مواد خوراکی درجای دیگری از جهان به هیچ‌وجه یا به‌آسانی قابل تکرار نیست.

## اهمیت فرهنگی گردشگری خوراکی
غذا فقط بر گردشگران متمرکز نمی‌شود؛ بلکه ارائه یک تجربه توسعه‌یافته و ساختاریافته از گردشگری خوراک می‌تواند برای کل جامعه و محیط زیست مفید باشد.
مزایای گردشگری خوراک
- توسعه آگاهی اجتماعی و فرهنگی، ارتباط گردشگران با مقصد در سطوح مختلف جامعه
- توزیع و ایجاد درآمد اضافه در زنجیره ارزش محصول
- ایجاد فرصت برای اقلیت گروه‌های جامعه
- افزایش تنوع زیستی و حفظ میراث فرهنگی
- اشتغال‌زایی و توسعه کارآفرینی
- کاهش مهاجرت روستایی
- حفظ آداب و رسوم، تاریخ و سنت‌های جامعه محلی
- افزایش پراکندگی حضور گردشگران در نقاط مختلف یک کشور.

انواع فعالیت گردشگری غذا
- تورهای غذای خیابانی
- چشیدن نوشیدنی‌های محلی
- غذا خوردن در رستوران‌های سنتی
- جشنواره‌های غذا
- بازدید از بازارهای محلی
- بازدید از تولیدکنندگان بومی
- غذاخوردن با مردم محلی
- کلاس‌های آشپزی محلی
- نمایشگاه‌های غذا و نوشیدنی

مایل به شناخت غذاها و فرهنگ محلی
گردشگران علاقه بیشتری به شناخت غذاها و فرهنگ محلی هنگام سفر دارند؛ به‌طوری که ۸۱ درصد از پاسخ‌دهندگان به یک نظرسنجی از سوی انجمن جهانی سفر و غذا معتقدند که غذاهای محلی به آن‌ها در درک فرهنگ بومی مقاصد کمک می‌کند. به همین دلیل، فعالانی که خدمات گردشگری غذا ارائه می‌دهند، باید به این مسئله توجه کنند؛ مثلاً می‌توان تورهای غذا را با فرهنگ هر منطقه ترکیب و با ارائه اطلاعات فرهنگی، توجه گردشگران را جلب کرد.
تعامل با مردم محلی
بسیاری از گردشگران علاقه دارند غذاهای خانگی را امتحان کنند و طرز تهیه آن‌ها را از مردم محلی آموزش بییند. این کار به افزایش تعامل بین گردشگران و مردم محلی کمک بسیاری می‌کند و احترام بین قشرهای مختلف جامعه را افزایش می‌دهد.
غذا بخش جدانشدنی سفرها
غذا و نوشیدنی بخش جدانشدنی سفرهای تفریحی و کاری و هر نوع سفر دیگری به‌شمار می‌آید؛ تا جایی که ۸۲ درصد از پاسخ‌دهندگان به یک نظرسنجی از انجمن جهانی سفر و غذا، عنوان کرده‌اند که در سفرهای خود هزینه بیشتری را صرف غذا و نوشیدنی اختصاص خواهند داد. به همین دلیل، توجه به گردشگری غذا می‌تواند تأثیر چشم‌گیری در جلب رضایت مسافران و افزایش سودآوری برندهای گردشگری داشته باشد.